# Жираја
Жираја је десна притока ријеке Велике Усоре. Извире на локалитету Горњег Бијелог Бучја на коти 804. у општини Теслић. Дуга је 9,9 km. У Велику Усору се улива у Доњем Бијелом Бучју, поред локалног пута Блатница-Очауш..
Ова планинска рјечица је склона плављењу у вријеме великих киша и топљења планинског снијега. Настаје испод Вучије планине спајањем токова из издашних извора са те планине. Раздваја са своје десне стране висове планине Трогир, а са лијеве Вучију планину и врх Велики магарац. У горњем току смјештено је Горње Бијело Бучје, а у средњем и доњем току Доње Бијело Бучје, засеоци насеља Бијело Бучје. Ова села су позната по овчарству и дугогодишњој традицији справљања Блатничког сира, једне познате врсте Влашићког сира.

## Одлике
Настаје на надморској висини од 804 метра, а у Велику Усору се улива на висини од 369 метара, што њен укупан пад чини 435 метара, односно 4,4%. Има карактер планинске ријеке са стрмим обалама. Њена просјечна ширина износи 4 метра, а дубина до 0,5 метара. Према мјерењима извршеним 26. августа 1997, њен проток износи 706 литара у секунди. Због великог пада, на њој је изграђена мала хидроелектрана.